# Хэй, Дэвид
Дэвид Хэй (англ. David Haye; род. 13 октября 1980 года, Лондон, Англия, Великобритания) — британский боксёр-профессионал, выступавший в тяжёлой весовой категории. Чемпион мира в первом тяжёлом весе по версиям WBC (2007—2008), WBA (2007—2008), WBO (2008), а также авторитетного журнала The Ring (2007—2008). Чемпион мира в тяжёлой весовой категории по версии WBA (2009—2011).

## Любительская карьера
В 2001 году принял участие в Чемпионате мира по боксу, где занял второе место, проиграв кубинцу Одланьеру Солису.

## Профессиональная карьера

### Первый тяжёлый вес
В декабре 2002 года Дэвид Хэй вышел на бой против Тони Бута, дебютировав на профессиональном ринге. Хэй доминировал в 1-м и 2-м раундах. В перерыве между 2-м и 3-м раундами угол Бута отказался от продолжения боя. Хэй победил техническим нокаутом.
В январе 2003 года Хэй встретился с французом Сабером Заири. В конце 3-го раунда Хэй провёл правый кросс в голову противника, и тот оказался в нокдауне, едва не вылетев за пределы ринга. Сразу же прозвучал гонг. Заири поднялся на счёт 2. В 4-м раунде лицо француза стало кровоточить. В начале 4-го раунда Хэй провёл несколько успешных ударов, и рефери прекратил бой. Заири был недоволен этим решением.
В марте 2003 года в США Хэй встретился с американцем Роджером Боуденом. В начале 1-го раунда американец, пытаясь уйти от атаки британца, сошёл с ним в клинче. Рефери дал команду «стоп». Боуден провёл левый хук в затылок, а затем сам упал на спину. Полежав несколько секунд на канвасе, он поднялся. Рефери устно предупредил его. В середине раунда ситуация повторилась: американец вновь спасаясь от атаки Хэя, сошёлся с ним в клинче, вновь последовала команда рефери, и вновь Боуден упал на спину. У американца вдобавок также вылетела капа. Рефери опять устно предупредил Боудена, а затем отвёл его в угол, где боксёру вставили капу обратно. В конце 1-го раунда Хэй прижал противника к канатам и начал забивать. Боуден приземлился на пол, и рефери отсчитал ему нокдаун. Боуден поднялся на счёт 4. Хэй принялся его добивать. Боуден опять заклинчевал, и опять после команды рефери провёл удар по затылку. Рефери снял с Боудена очко, и сразу же неожиданно прекратил бой. Хэй победил техническим нокаутом.
В марте 2003 года Дэвид Хэй вышел на ринг против Фила Дэя. В начале 2-го раунда Хэй провёл правый апперкот в челюсть противника. Тот упал на колено. Дэй поднялся на счёт 7. Хэй не стал форсировать события, продолжив атаковать с дистанции. В середине 2-го раунда Хэй провёл два подряд правых хука в голову Дэя, и тот вновь упал на колено. Он сразу поднялся, но рефери прекратил бой, не открывая счёт. Дэй не спорил с решением рефери.
15 июля 2003 года, Хэй на 1-й минуте нокаутировал джорнимена, Вэнса Уинна
В августе 2003 года Хэй встретился с Грегом Скоттом Бриггсом. В середине 1-го раунда Хэй провел левый хук в голову противника, затем правый туда же, и после этого ещё попытался провести удары. Бриггс, спасаясь, опустился на колени, но сразу же поднялся. Хэй кинулся его добивать, выбросив несколько крюков в голову, и Бриггс вновь опустился на колени. Он поднялся на счёт 10, но рефери прекратил поединок. Бриггс это решение не оспаривал.
В сентябре 2003 года Дэвид Хэй вышел на ринг против датчанина заирского происхождения Лоленги Мока. Поединок получился зрелищным. В середине 1-го раунда завязался размен. Хэй провёл правый хук в челюсть датчанина, и тот опустился на колено, но сразу же поднялся. Хэй не стал форсировать развитие событий. В середине 2-го раунда Мок в контратаке левым боковым попал в голову британцу. Тот, зашатавшись, упал на канвас. Он поднялся на счёт 8. Мок попытался его добить. Хэй, уходя от атаки, вошёл в клинч, а затем оба, не удержавшись, упали на канвас. После возобновления боя Хэй реализовал правый кросс, но тут же пропустил левый хук от Мока. Хэй зашатался. Мок выбросил правый свинг, но промахнулся, однако следующий удар — правый хук — пришёл в цель. Хэй опять вошёл в клинч. Рефери их разнял. Оставшееся до гонга время Хэй держал соперника на дистанции, и смог достоять до перерыва. В конце 4-го раунда Мок пошёл в атаку, выбросив два правых свинга в голову британца. Комментатор BBC Sport сказал, что у Дэвида Хэя проблемы (David Haye in trouble). Мок продолжал атаковать, но пропустил мощный правый апперкот в подбородок от Хэя. Мок «поплыл». Хэй выбросил серию боковых в голову падающего датчанина. Мок рухнул на канвас. Датчанин поднялся на счёт 6. После окончания счёта рефери посмотрел в глаза Мока, и принял решение прекратить бой. Датчанин был недоволен. Зал решение рефери встретил недовольным гулом.

#### Бои за титул чемпиона Англии
В ноябре 2003 года Хэй встретился с Тони Доулингом. В начале 1-го раунда Хэй провёл левый хук в голову, затем туда же — правый. Доулаинг зашатался и упал на канвас. Он поднялся на счёт 3. После возобновления поединка Хэй провёл правый хук в голову, и Доулинг рухнул на пол. Он вновь поднялся на счёт 3. Хэй бросился его добивать. Он прижал у канатов противника и провёл два подряд правых хук, затем выбросил левый боковой. У Доулинга опустились руки. В этот момент рефери вмешался и прекратил бой.
В марте 2004 года Хэй вышел на ринг против зимбабвийца Хэстингса Расани. В конце 1-го раунда Хэй зажал в углу Расани и начал избивать. Под градом ударов Расани опустился на канвас. Рефери досчитал до 6 и прекратил поединок. В этот момент Расани как раз начал подниматься. Он был недоволен остановкой.
В мае 2004 года Дэвид Хэй вышел на ринг против американца Артура Уильямса. В середине 1-го раунда Хэй зажал в углу противника и обрушил град комбинаций из хуков и апперкотов. Уильямс перебрался в другой угол. Хэй продолжил бомбить его там. Бой был на грани остановки, но Уильямс смог выстоять. В конце 3-го раунда Хэй зажал в углу американца и провёл спуртовую атаку, комбинируя из хуков, кроссов и апперкотов с обеих рук. Уильямс смог выбраться, но тут же пропустил сильный левый хук от Хэя. Рефери вмешался и остановил бой. Уильямс не спорил с ним.

#### Бой с Карлом Томпсоном
В сентябре 2004 года Хэй встретился с бывшим чемпионом мира в 1-м тяжёлом весе по версии WBO Карлом Томпсоном. На кону стоял пояс чемпиона мира по версии IBO. Хэй доминировал в бою. В середине 5-го раунда он зажал противника в углу. Томпсон смог выбраться, и выбросил правый боковой в голову Хэя. Хэй оказался в нокдауне. Он поднялся на счёт 6. Сразу же добить Хэя Томпсону не удалось. В конце 5-го раунда Томпсон провёл правый хук в челюсть. Хэй отошёл в угол. Томпсон тут же добавил несколько ударов. В это время команда Хэя выбросила полотенце. Рефери прекратил поединок. Хэй выглядел уставшим. Он просидел около минуты в углу с кислородной маской на лице.
В декабре 2004 года Хэй встретился с эстонцем Валерием Семишкуром. В начале 1-го раунда Хэй провёл двойку — правый хук и левый — в голову эстонца, после чего тот опустился на канвас. Семишкур поднялся на счёт 3. В середине 1-го раунда Хэй провел левый хук в печень. Семишкур, согнувшись, упал на пол. Рефери досчитал до 5, и остановил бой. Эстонец находился на полу более 10 секунд.
В январе 2005 года Хэй встретился с Гарри Делейни. В конце 3-го раунда он встречной двойкой — левый кросс и правый — попал в подбородок Делейни, и тот упал на канвас. Он поднялся на счёт 7. Хэй не смог добить противника. В перерыве между 3-м и 4-м раундами угол Делейни отказался от продолжения бой. Рефери зафиксировал технический нокаут.
В марте 2005 года Дэвид Хэй вышел на ринг против австралийца Глена Келли. В конце 1-го раунда Хэй встречным правым хуком в голову послал противника в нокдаун. Келли, шатаясь, поднялся на счёт 7. Сразу же прозвучал гонг. В начале 2-го раунда Хэй вновь правым боковым пробил в челюсть, и австралиец опять упал. В это время из угла австралийца выбросили полотенце. Рефери этого не видел и продолжал отсчёт нокдауна. На счёт 8 к Келли подбежал его тренер, и увёл австралийца в угол. Рефери зафиксировал технический нокаут. После этого боя Гленн Келли завершил карьеру.
В октябре 2005 года Дэвид Хэй встретился с итальянцем Винченцо Росситто. В конце 2-го раунда Хэй провёл несколько хуков в голову противника. Росситто зашатался, но оставался на ногах. Хэй продолжил атаку, выбрасывая прицельные кроссы. В самом конце раунда он провёл правый кросс в голову и Росситто, пролетев полринга, рухнул спиной на канвас. Он поднялся на счёт 3. Его покачивало. Рефери досчитал до 8, и прекратил бой. Росситто решение не оспаривал.

#### Бои за титул чемпиона Европы
В декабре 2005 года Хэй вышел на ринг против украинца Александра Гурова. В начале 1-го раунда Хэй провёл правый кросс в челюсть противника. Гуров рухнул на канвас. Он не смог подняться на счёт 10. Рефери зафиксировал нокаут.
24 марта 2006 года, Хэй защитил титул EBU, нокаутировав непобеждённого датчанина Ласси Йохансена (14-0), в 8-м раунде.
В июле 2006 года Хэй встретился в бельгийцем Исмаилом Абдулом. Хэй доминировал весь бой. По итогам 12-ти раундов все судьи отдали победу Дэвиду Хэю со счётом 120—108. Это была 1-я победа британца по очкам.
В ноябре 2006 года состоялся отборочный бой за титул WBC в 1-м тяжёлом весе между Дэвидом Хэем и непобеждённым итальянцем Джакоббе Фрагомени. В середине 9-го раунда провёл несколько удачных хуков в голову, затем ещё несколько ударов в печень, и снова в голову. Фрагомени попытался отбежать от Хэя, но британец его настиг. Фрагомени был зажат у канатов. Хэй продолжил его бить. Тут вмешался рефери, и начал отсчитывать нокдаун. В этот момент угол итальянца просигнализировал об остановки боя. Рефери зафиксировал технический нокаут.

#### Бой с Томашем Бонином в супертяжёлом весе

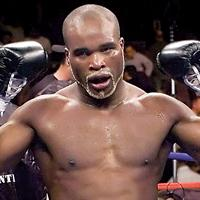
Жан-Марк Мормек

В апреле 2007 года Дэвид Хэй вышел на ринг против поляка Томаша Бонина. Бой проходил в рамках тяжёлого веса. В начале 1-го раунда Хэй провёл двойку — левый хук и правый — в челюсть. Бонин оказался на канвасе. Он сразу же поднялся. Рефери отсчитал нокдаун. Хэй кинулся его добивать. Под навалом Бонин упал на настил. Рефери не счёл это нокдауном. Хэй вновь бросился его добивать. В середине 1-го раунда британец опять провёл точную двойку — левый хук и правый — в челюсть. Бонин опустился на правое колено, но сразу же поднялся. Рефери отсчитал 2-й нокдаун. После возобновления Хэй ринулся в атаку. Бонин попытался спастись в клинчах, но британец отрывался от него. Хэй выбросил множество ударов. Под конец атаки британец провёл правый хук в челюсть, затем добавил левый боковой в голову. Поляк рухнул на канвас. Рефери прекратил поединок, не открывая счёт.

#### Чемпионский бой с Жан-Марком Мормеком
В ноябре 2007 года во Франции Дэвид Хэй встретился с чемпионом мира в 1-м тяжёлом весе по версиям WBC и WBA французом Жаном-Марком Мормеком.

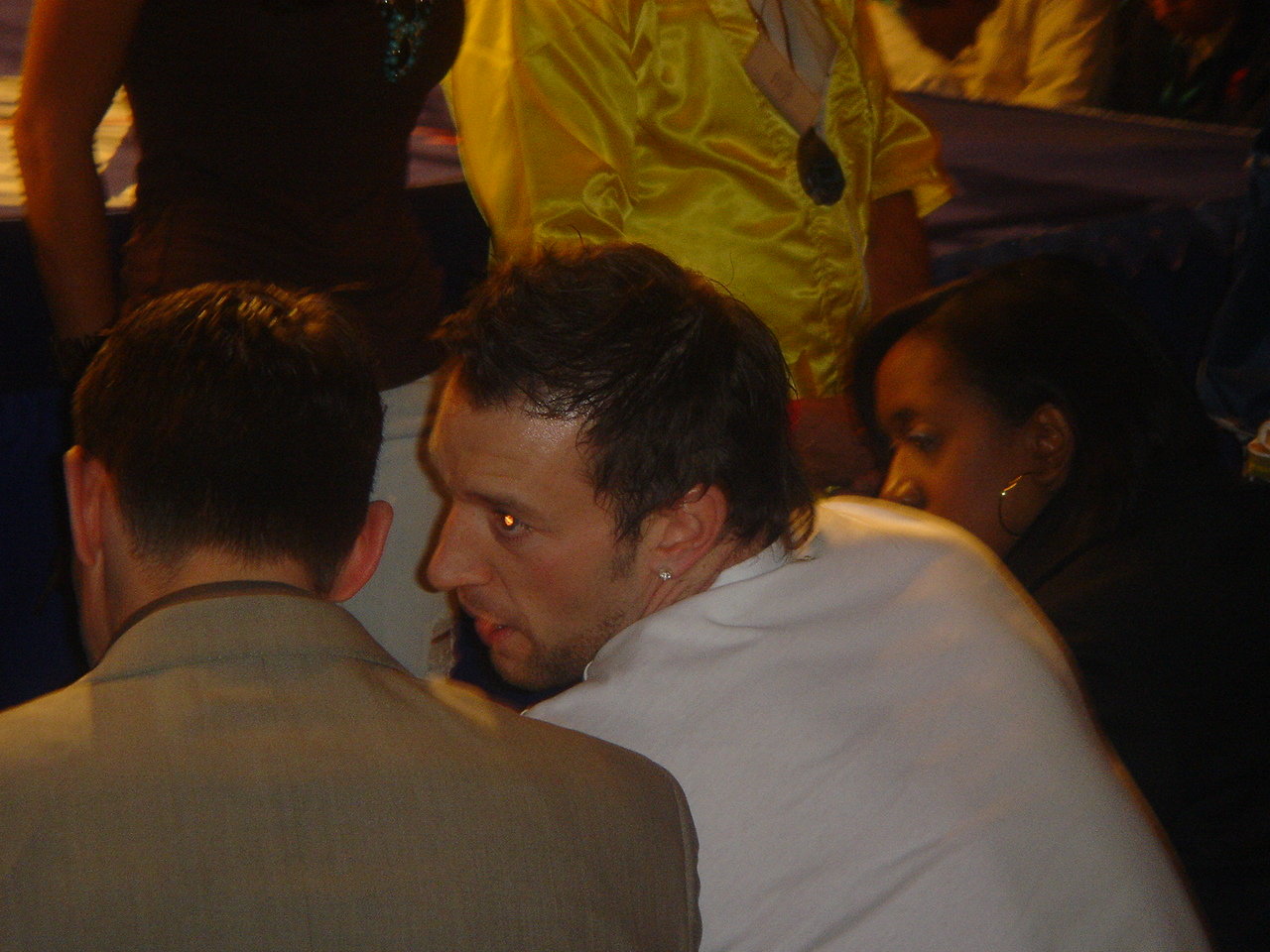
Энцо Маккаринелли

В середине 4-го раунда Мормек провёл двойку — левый крюк и правый — в голову. Хэй зашатался и упал на канаты. Мормек сразу же добавил левый хук в голову. Хэй опустился на пол. Он поднялся на счёт 8. Француз не смог добить британца. В начале 7-го раунда Хэй провёл несколько ударов в голову противника, последним из которых — правым хуком в голову — послал противника на канвас. Мормек поднялся на счёт 8. Рефери, глядя в глаза француза, остановил поединок. Мормек не спорил с ним.

#### Объединительный бой с Энцо Маккаринелли
В марте 2008 года состоялся объединительный бой между чемпионами в 1-м тяжёлом весе — по версиям WBC и WBA Дэвидом Хэем и по версии WBO Энцо Маккаринелли. В середине 2-го раунда Хэй пробил правый хук в челюсть. У Маккаринелли подкосились ноги, и он в полусогнутом состоянии прижался к канатам в углу. Хэй запер противника в углу и начал бомбить его ударами. Не в силах защищаться Маккаринелли рухнул на канвас. Он сразу же поднялся, но его сильно шатало. Рефери досчитал до конца, но видя, что Маккаринелли продолжает шататься, прекратил поединок.

### Тяжёлый вес
После завоевания титулов чемпиона мира в первом тяжёлом весе, решил попробовать свои силы в тяжёлой весовой категории.

#### Бой с Монте Барреттом
В ноябре 2008 года состоялся бой между Дэвидом Хэем и Монте Барреттом. Британец пять раз посылал на пол американца. В 5-м раунде после 5-го падения рефери остановил бой.

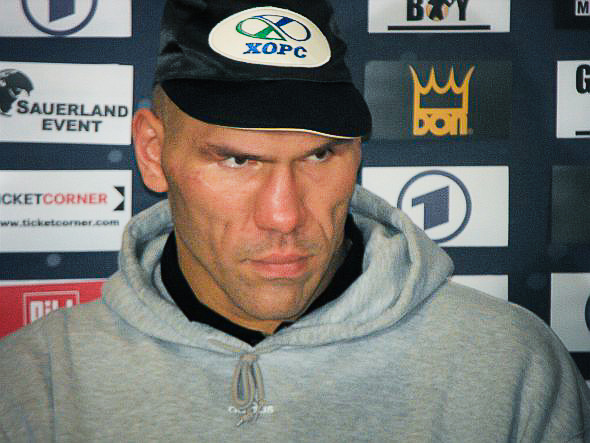
Николай Валуев

#### Чемпионский бой с Николаем Валуевым
Поединок проходил в позиционном противостоянии при малой активности со стороны как одного, так и другого боксёра. Валуев занял центр ринга и пытался работать первым номером, Хэй же исключительно контратаковал и старался избегать быть запертым у канатов. Количество выброшенных и тем более нанесённых ударов в этом бою было минимальным, но британец оказался точнее в своих попаданиях, хотя и делал в ринге крайне мало, как для претендента. В целом поединок выдался не самым зрелищным и к середине боя зрители начали недовольно свистеть. Самой интересной стала концовка 12-го раунда, когда Хэю удалось потрясти Валуева несколькими точными ударами в челюсть так, что ноги у Николая подкосились, хотя на этом все и закончилось. Тем не менее несмотря на низкую активность, преимущество в скорости и точности принесло Хэю чемпионский пояс.

#### Бой с Джоном Руисом
3 апреля 2010 года в первой защите титула Хэй встретился с американцем, Джоном Руисом. Поединок начался очень активно: Руиз сразу же пошёл вперёд, прессингуя чемпиона, однако того это нисколько не смутило и после его комбинации левой-правой американский боксёр оказался в нокдауне. Руиз сумел подняться, и Хэй тут же бросился на добивание, при этом несколько раз ударив своего соперника по затылку, за что рефери снял с него 1 очко. После тяжёлого первого раунда, Руиз не перестал атаковать и работать первым номером, но большого успеха эта тактика ему не приносила, так как Хэй достаточно успешно контратаковал, используя своё преимущество в скорости и ударной мощи.
В самом конце пятого раунда Хэй нанёс удар справа, после которого Руиз опустился на колено и ему был отсчитан нокдаун. В начале шестой трёхминутки ситуация повторилась, и рефери снова открывал счёт. Тем не менее Руиз продолжал идти вперёд, пытаясь навязать своему оппоненту бой на более удобной для себя дистанции, что у него, впрочем, не получалось, и Хэю раз за разом удавалось настигать его своими ударами. В следующих раундах преимущество британца становилось все более заметным и в девятом отрезке времени, после очередной успешной атаки Хэя, секунданты Руиза выбросили полотенце, отказавшись от продолжения боя

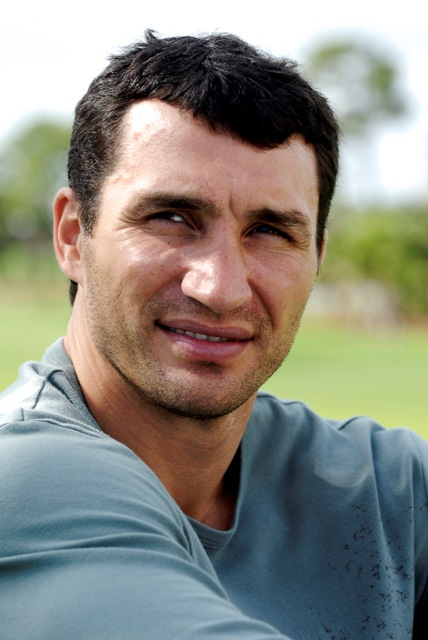
Владимир Кличко

#### Бой с Одли Харрисоном
13 ноября 2010 года Хэй встретился с соотечественником, олимпийским чемпионом Одли Харрисоном. С самого начала боя претендент проявил крайнюю осторожность, граничащую с испугом, проводя время боя в блоке. Чемпион не форсировал события и первые два раунда прошли в пассивной борьбе, в ответ на что зал начал недовольно освистывать боксёров. В 3 раунде Хэй активизировался и начал избивать Харрисона, в результате чего претендент оказался в тяжёлом нокдауне. Харрисон встал на счёт 8, но рефери, видя, что Харрисон не готов к продолжению боя, остановил поединок.

#### Объединительный бой с Владимиром Кличко
2 июля 2011 года Хэй вышел на ринг с другим чемпионом мира, Владимиром Кличко. На кону стояли титулы WBA, WBO, IBF, IBO и The Ring. Бой совершенно не оправдал ожиданий «мясорубки» и «нервного срыва». Проходил динамично, в основном на дальней дистанции, клинчей было мало. Кличко работал первым номером, не стремился форсировать события, работая левым джебом, лишь изредка пуская в ход правый кросс, сохраняя предельную концентрацию и спокойствие, невзирая на провокации со стороны соперника. Контратаки, на которые так рассчитывал Дэвид, удавались редко. Хэй был более манёвренным, часто уклонялся, регулярно падал на колени и апеллировал к рефери (однажды это даже принесло плоды — рефери вынес Владимиру предупреждение). При очередном картинном падении Хэя на колени рефери зафиксировал удар и отсчитал нокдаун. Кличко победил единогласным решением судей. В интервью после боя Хэй пожаловался на травму ноги, полученную на тренировке за две недели до боя.
13 октября 2011 года, в день, когда Дэвиду Хэю исполнился 31 год, он объявил о завершении своей боксёрской карьеры.

Когда часы пробили полночь, моя боксерская карьера подошла к концу. Я хотел уйти из бокса именно в этот день с десяти лет, когда я впервые надел перчатки.
Оригинальный текст (англ.)As the clock struck twelve last night, my professional boxing career came to an end. In fact, it has been my intention to retire from the sport of boxing on this particular day ever since I first laced up a pair of gloves as a skinny ten-year-old.

В обращении на своём официальном сайте Хэй заявил, что продолжит тренироваться, оставаясь в настолько хорошей физической форме, насколько это возможно. Кроме того, он сообщил, что планирует начать актёрскую карьеру в 2012 году.
В данный момент планирует вернуться на ринг. Причиной этому решению, скорее всего, станет бой с Виталием Кличко.

### Возвращение

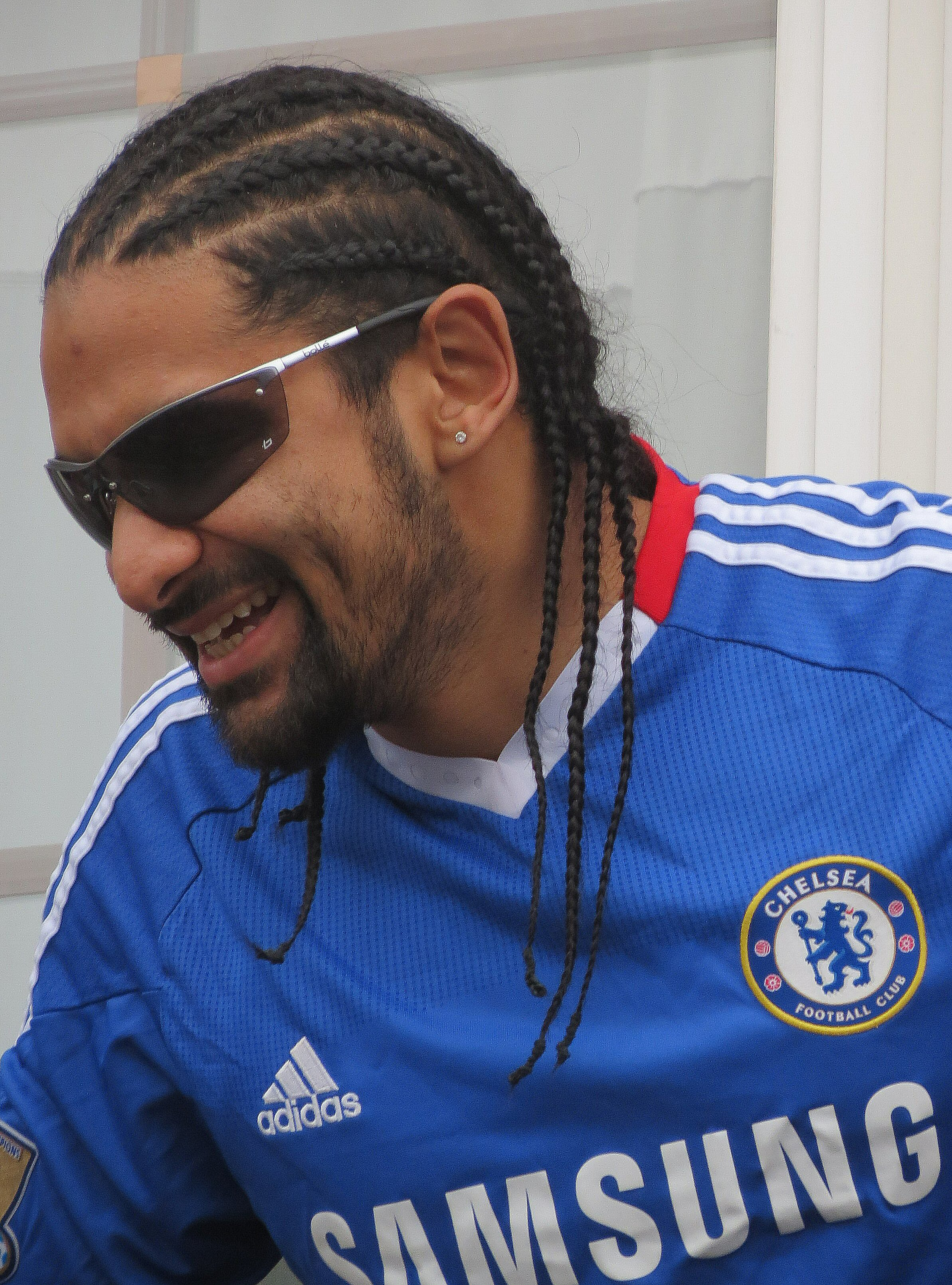
Дэвид Хэй на пресс конференции перед боем с Дереком Чисорой.

На пресс-конференции после поединка Виталием Кличко Чисора подрался с другим в недавнем прошлом боксёром — Дэвидом Хэем. Хэй и Чисора обменялись публичными претензиями, после чего Чисора вышел в зал, потребовав, чтобы Хэй повторил свои заявления «прямо ему в лицо». Хэй выступил зачинщиком драки, нанеся Чисоре удар в челюсть рукой, в которой находилась пустая бутылка. После короткой потасовки Хэй со своим окружением удалился, а Чисора в течение нескольких минут продолжал выкрикивать в его адрес угрозы, в частности, угрожая «сжечь» и «застрелить» Хэя. Дэвид Хэй о причине возвращения на ринг:
«Этот парень сказал столько всего про меня — что он сделает со мной и то, и другое. Он не усвоил свой урок в Мюнхене, и на этот раз я разберусь с ним должным образом — без штативов и бутылок», — сказал Хэй.
«Я говорил, что вернусь в ринг только для боёв с братьями Кличко, но то, что произошло в Мюнхене, внесло коррективы в мои планы. Сначала я не хотел драться с Чисорой, но потом люди на улице начали спрашивать меня, когда я проведу бой с ним. Я подумал: А почему бы и нет».

#### Бой с Дереком Чисорой
14 июля 2012 года на стадионе Болейн Граунд в Лондоне, при полном аншлаге вышли двое известных боксёров-скандалистов. Бой начался очень зрелищно. Разница в габаритах впечатляла, но ещё больше впечатляла разница в скорости. Чисора, словно гора, медленно надвигался на Хэя, надвигается и получает в ответ. Хэй боксировал в своей стандартной манере: руки внизу, отличное движение по латерали, уходы. Несмотря на активность Дерека, первый раунд за Хэем. 9-10. Второй раунд начался ещё активнее со стороны Чисоры, но Хэй был убедительней. Концовка третьего раунда вышла с очень убедительной атакой Дерека. Раунд был насыщен большим обменом ударов. В четвёртом раунде ситуация снова переменилась в пользу Хэймейкера. Уверенное лидирование Дэвида по очкам было очевидным. Пятый раунд начался с клинчей. Но многочисленные удары, пропущенные Чисорой, начали сказываться. Хэй провёл мощную серию и отправил Дерека в нокдаун. Чисора сумел подняться, но за 12 секунд до окончания раунда сильной комбинацией Хэй снова отправил Дерека Чисору в нокдаун. Чисора смог подняться на счёт 8, но Луис Пабон, глядя в глаза не восстановившегося Дерека, прекратил поединок. Хэй уверенно победил нокаутом. После боя отрицательная атмосфера между боксёрами прошла, и Хэй в интервью высказал, что удивится, если Виталий Кличко согласится выйти с ним на поединок, учитывая его эффектную победу над таким сильным соперником. Данный бой не был признан официально большинством организаций как мирового бокса, так и Великобритании и не числился в послужном списке боксёров, boxrec, однако позже поединок включили в официальную статистику боёв.

#### Отмененные бои
На 29 июня 2013 года был запланирован бой Хэя с Мануэлем Чарром, однако из-за травмы руки Хэй был вынужден объявить о переносе боя.
Однако впоследствии различные источники указали, что Дэвид договаривается со своим соотечественником Тайсоном Фьюри.
21 сентября Хэй объявил, что получил рассечение во время спарринга, и приложил к сообщению подтверждающую фотографию. В результате было объявлено о перенесении боя. Бой был назначен на 8 февраля 2014 года, однако 17 ноября 2013 года Хэй в связи с рекомендацией врачей после операции на плече объявил об окончательном отказе от боя и завершении спортивной карьеры.
В конце июля 2014 года Дэвид Хэй заявил о своём возвращении в бокс; также Хэй написал в твиттере, что бой может состояться осенью в Арабских Эмиратах. В начале августа Хэй заявил, что намерен провести бой в России, в андекарте боя Денис Лебедев — Павел Колодж, который состоится в Москве осенью

### Второе возвращение
16 января 2016 года вернулся на ринг и нокаутировал в 1-м раунде Марка де Мори (30-1-2).
21 мая 2016 года встретился с непобеждённым Арнольдом Гьерджаем (29-0) и нокаутировал его во 2-м раунде.

#### Бой с Тони Белью
4 марта 2017 года встретился с чемпионом мира в первом тяжёлом весе Тони Белью. Хэй взял первую половину боя, главным образом за счёт активности. Беллью на удивление хорошо отрабатывал в защите, своевременно уклоняясь от опасных выпадов, однако на фоне агрессивного соперника Тони терялся и не дорабатывал, чтобы забирать раунды в копилку. В 6 раунде картина боя резко поменялась. Хэй получил травму ахиллова сухожилия и оказался в нокдауне под ударным натиском Беллью. Хэй поднялся и оставшуюся часть боя боксировал с повреждённой ногой, выполняя роль уже принимающей стороны. В одиннадцатом раунде Хэй, пропустив несколько ударов у канатов, выпал за канаты. Он успел вернуться в ринг и принять вертикальное положение до окончания счёта рефери, но тут же секунданты Дэвида выбросили полотенце. После завершения поединка Хэй был доставлен в больницу.

### Результаты боёв
В таблице перечислены результаты всех поединков боксёров.
В каждой строке указан результат поединка. Дополнительно номер поединка обозначен цветом, который обозначает итог поединка. Расшифровка обозначений и цветов представлена в нижеследующей таблице.
| Пример | Расшифровка                     |
| ------ | ------------------------------- |
|        | Победа                          |
|        | Ничья                           |
|        | Поражение                       |
|        | Планируемый поединок            |
|        | Поединок признан несостоявшимся |
| КО     | Нокаут                          |
| ТКО    | Технический нокаут              |
| PTS    | Решение судей (по очкам)        |
| UD     | Единогласное решение судей      |
| MD     | Решение большинства судей       |
| SD     | Раздельное решение судей        |
| RTD    | Отказ от продолжения боя        |
| DQ     | Дисквалификация                 |
| NC     | Поединок признан несостоявшимся |

| Бой | Рекорд   | Весовая категория | Дата             | Возраст                      | Соперник                   | Возраст соперника           | Место боя                                                        | Результат        | Данные о бое |
| --- | -------- | ----------------- | ---------------- | ---------------------------- | -------------------------- | --------------------------- | ---------------------------------------------------------------- | ---------------- | --- |
| 32  | 28(26)-4 | Тяжёлая           | 5 мая 2018       | 37 лет 6 месяцев и 22 дня    | Тони Белью (2) (29-2-1)    | 35 лет 5 месяцев и 5 дней   | O2 Arena, Гринвич, Лондон, Великобритания                        | TKO5 (12), 2:14  | Хэй 2 раза в нокдауне в 3 раунде. Хэй в нокдауне в 5 раунде. |
| 31  | 28(26)-3 | Тяжёлая           | 4 марта 2017     | 36 лет 4 месяца и 19 дней    | Тони Белью (28-2-1)        | 34 года 3 месяца и 2 дня    | O2 Arena, Гринвич, Лондон, Великобритания                        | TKO11 (12), 2:16 | Хэй в нокдауне в 6 раунде. Хэй в нокдауне в 11 раунде. |
| 30  | 28(26)-2 | Тяжёлая           | 21 мая 2016      | 35 лет 7 месяцев и 8 дней    | Арнольд Джерджяй (29-0)    | 31 год 7 месяцев и 13 дней  | O2 Arena, Гринвич, Лондон, Великобритания                        | TKO2 (10) 1:31   | Гьерджай в нокдауне в 1 раунде. Гьерджай 2 раза в нокдауне во 2 раунде. |
| 29  | 27(25)-2 | Тяжёлая           | 16 января 2016   | 35 лет 3 месяца и 3 дня      | Марк де Мори (30-1-2)      | 31 год 11 месяцев и 5 дней  | O2 Arena, Гринвич, Лондон, Великобритания                        | TKO1 (10) 2:11   | де Мори в нокдауне в 1 раунде. |
| 28  | 26(24)-2 | Тяжёлая           | 14 июля 2012     | 31 год 9 месяцев и 1 день    | Дерек Чисора (15-3)        | 28 лет 6 месяцев и 15 дней  | Upton Park, Вест-Хэм, Лондон, Великобритания                     | TKO5 (10) 2:59   | Чисора 2 раза в нокдауне в 5 раунде. Завоевал титул интернационального чемпиона по версии WBO. Завоевал титул интерконтинентального чемпиона по версии WBA. |
| 27  | 25(23)-2 | Тяжёлая           | 2 июля 2011      | 30 лет 9 месяцев и 19 дней   | Владимир Кличко (55-3)     | 35 лет 3 месяца и 6 дней    | Imtech-Arena, Альтона, Гамбург, Германия                         | UD12 (12)        | С Кличко снято очко в 7 раунде. Хэй в нокдауне в 11 раунде. 108-118 109-117 110-116. Потерял титул суперчемпиона мира по версии WBA, 3-я защита Хэя. Бой за титул чемпиона мира по версии IBF, 10-я защита Кличко. Бой за титул чемпиона мира по версии IBO, 10-я защита Кличко. Бой за титул чемпиона мира по версии WBO, 6-я защита Кличко. Бой за титул чемпиона мира по версии The Ring, 3-я защита Кличко. |
| 26  | 25(23)-1 | Тяжёлая           | 13 ноября 2010   | 30 лет и 1 месяц             | Одли Харрисон (27-4)       | 39 лет и 18 дней            | M.E.N. Arena, Манчестер, Ланкашир, Великобритания                | TKO3 (12) 1:53   | Харрисон в нокдауне в 3 раунде. Защитил титул чемпиона мира по версии WBA, 2-я защита Хэя. |
| 25  | 24(22)-1 | Тяжёлая           | 3 апреля 2010    | 29 лет 5 месяцев и 21 день   | Джон Руис (44-8-1)         | 38 лет 2 месяца и 30 дней   | M.E.N. Arena, Манчестер, Ланкашир, Великобритания                | TKO9 (12) 2:01   | Руис 2 раза в нокдауне в 1 раунде. Руис в нокдауне в 5 раунде. Руис в нокдауне в 6 раунде. С Хэя снято очко в 1 раунде за удары по затылку. Защитил титул чемпиона мира по версии WBA, 1-я защита Хэя. |
| 24  | 23(21)-1 | Тяжёлая           | 7 ноября 2009    | 29 лет и 25 дней             | Николай Валуев (50-1)      | 36 лет 2 месяца и 17 дней   | Arena Nürnberger Versicherung, Нюрнберг, Бавария, Германия       | MD12 (12)        | 114-114 116-112 116-112. Завоевал титул чемпиона мира по версии WBA, 2-я защита Валуева. |
| 23  | 22(21)-1 | Тяжёлая           | 15 ноября 2008   | 28 лет 1 месяц и 2 дня       | Монте Барретт (34-6)       | 37 лет 5 месяцев и 20 дней  | O2 Arena, Гринвич, Лондон, Великобритания                        | TKO5 (10) 1:28   | Дебют в тяжелом весе |
| 22  | 21(20)-1 | Первая тяжёлая    | 8 марта 2008     | 27 лет 4 месяца и 24 дня     | Энцо Маккаринелли (28-1)   | 27 лет 4 месяца и 17 дней   | O2 Arena, Гринвич, Лондон, Великобритания                        | TKO2 (12) 2:04   | Защитил титул суперчемпиона мира по версии WBA, 1-я защита Хэя. Защитил титул чемпиона мира по версии WBC, 1-я защита Хэя. Защитил титул чемпиона мира по версии The Ring, 1-я защита Хэя. Завоевал титул чемпиона мира по версии WBO, 5-я защита Маккаринелли. |
| 21  | 20(19)-1 | Первая тяжёлая    | 10 ноября 2007   | 27 лет и 28 дней             | Жан-Марк Мормек (33-3)     | 35 лет 5 месяцев и 7 дней   | Palais des Sport Marcel Cerdan, Левелау-Перре, О-де-Сен, Франция | TKO7 (12)        | Хэй в нокдауне в 4 раунде. Завоевал титул суперчемпиона мира по версии WBA, 1-я защита Мормека. Завоевал титул чемпиона мира по версии WBC, 1-я защита Мормека. Завоевал титул чемпиона мира по версии The Ring, 1-я защита Мормека. |
| 20  | 19(18)-1 | Тяжёлая           | 27 апреля 2007   | 26 лет 6 месяцев и 14 дней   | Томаш Бонин (37-1)         | 33 года 7 месяцев и 16 дней | Wembley Arena, Уэмбли, Лондон, Великобритания                    | TKO1 (12) 1:45   | |
| 19  | 18(17)-1 | Первая тяжёлая    | 17 ноября 2006   | 26 лет 1 месяц и 4 дня       | Джакоббе Фрагомени (21-0)  | 37 лет 3 месяца и 4 дня     | York Hall, Бетнал Грин, Лондон, Великобритания                   | TKO9 (12) 1:29   | Защитил титул чемпиона европы по версии EBU, 3-я защита Хэя. |
| 18  | 17(16)-1 | Первая тяжёлая    | 21 июля 2006     | 25 лет 9 месяцев и 8 дней    | Исмаил Абдул (27-9-1)      | 29 лет 9 месяцев и 29 дней  | Leisure Centre, Элтринчем, Шестир, Великобритания                | UD12 (12)        | 120-108 120-108 120-108. Защитил титул чемпиона европы по версии EBU, 2-я защита Хэя. |
| 17  | 16(16)-1 | Первая тяжёлая    | 24 марта 2006    | 25 лет 5 месяцев и 11 дней   | Лассе Йохансон (14-0)      | 30 лет 3 месяца и 2 дня     | York Hall, Бетнал Грин, Лондон, Великобритания                   | TKO8 (12) 2:08   | Защитил титул чемпиона европы по версии EBU, 1-я защита Хэя. |
| 16  | 15(15)-1 | Первая тяжёлая    | 16 декабря 2005  | 25 лет 2 месяца и 3 дня      | Александр Гуров (38-4-1)   | 34 года 8 месяцев и 9 дней  | Leisure Centre, Брекнелл, Беркшир, Великобритания                | KO1 (12) 0:45    | Завоевал титул чемпиона европы по версии EBU, 1-я защита Гурова. |
| 15  | 14(14)-1 | Первая тяжёлая    | 14 октября 2005  | 25 лет и 1 день              | Винценто Росситто (30-3-2) | 29 лет 6 месяцев и 4 дня    | Leisure Centre, Хаддерсфилд, Йоркшир, Великобритания             | TKO2 (10) 2:55   | |
| 14  | 13(13)-1 | Первая тяжёлая    | 4 марта 2005     | 24 года 4 месяца и 19 дней   | Глен Келли (31-2-1)        | 33 года 11 месяцев и 24 дня | Magna Centre, Ротерем, Йоркшир, Великобритания                   | TKO2 (10) 1:09   | |
| 13  | 12(12)-1 | Тяжёлая           | 21 января 2005   | 24 года 3 месяца и 8 дней    | Гарри Деланей (31-9-1)     | 34 года 5 месяцев и 9 дней  | Fountain Leisure Centre, Брентфорд, Лондон, Великобритания       | RTD3 (6) 3:00    | Деланей в нокдауне в 3 раунде. |
| 12  | 11(11)-1 | Первая тяжёлая    | 10 декабря 2004  | 24 года 1 месяц и 27 дней    | Валерий Семишкур (15-13-1) | 29 лет и 6 месяцев          | Hillsborough Leisure Centre, Шеффилд, Йоркшир, Великобритания    | KO1 (6) 1:36     | |
| 11  | 10(10)-1 | Первая тяжёлая    | 10 сентября 2004 | 23 года 10 месяцев и 28 дней | Карл Томпсон (32-6)        | 40 лет 3 месяца и 15 дней   | Wembley Arena, Уэмбли, Лондон, Великобритания                    | TKO5 (12) 2:53   | Бой за титул чемпиона мира по версии IBO, 1-я защита Томпсона. |
| 10  | 10(10)-0 | Первая тяжёлая    | 12 мая 2004      | 23 года 6 месяцев и 29 дней  | Артур Уильямс (38-10-1)    | 39 лет и 8 месяцев          | Rivermead Leisure Centre, Рединг, Беркшир, Великобритания        | TKO3 (8) 2:48    | |
| 9   | 9(9)-0   | Первая тяжёлая    | 20 марта 2004    | 23 года 5 месяцев и 7 дней   | Хастингс Расани (12-12-1)  | 32 лет 11 месяцев и 4 дня   | Wembley Arena, Уэмбли, Лондон, Великобритания                    | TKO1 (6) 2:17    | |
| 8   | 8(8)-0   | Первая тяжёлая    | 14 ноября 2003   | 23 года 1 месяц и 1 день     | Тони Доулинг (10-5)        | 27 лет 10 месяцев и 9 дней  | York Hall, Бетнал Грин, Лондон, Великобритания                   | TKO1 (10) 1:35   | Завоевал вакантный титул чемпиона Англии по версии BBBofC. |
| 7   | 7(7)-0   | Первая тяжёлая    | 26 сентября 2003 | 22 года 11 месяцев и 13 дней | Лоленга Мок (21-6-1)       | 31 год 5 месяцев и 4 дня    | Rivermead Leisure Centre, Рединг, Беркшир, Великобритания        | TKO4 (6) 2:30    | Хэй в нокдауне во 2 раунде. |
| 6   | 6(6)-0   | Тяжёлая           | 1 августа 2003   | 22 года 9 месяцев и 19 дней  | Грег Скотт Бриггс (15-26)  | 37 лет 5 месяцев и 26 дней  | York Hall, Бетнал Грин, Лондон, Великобритания                   | KO1 (6) 2:04     | |
| 5   | 5(5)-0   | Первая тяжёлая    | 15 июня 2003     | 22 года 9 месяцев и 2 дня    | Ванс Винн (6-13-2)         | 39 лет 10 месяцев и 19 дней | Playboy Mansion, Беверли-Хиллз, Калифорния, США                  | TKO1 (6) 0:54    | |
| 4   | 4(4)-0   | Первая тяжёлая    | 18 марта 2003    | 22 года 5 месяцев и 5 дней   | Фил Дэй (8-6-1)            | 28 лет 4 месяца и 13 дней   | Rivermead Leisure Centre, Рединг, Беркшир, Великобритания        | TKO2 (6) 2:09    | |
| 3   | 3(3)-0   | Тяжёлая           | 4 марта 2003     | 22 года 4 месяца и 19 дней   | Роджер Боуден (4-11-1)     | 34 года 3 месяца и 6 дней   | Seville Beach Hotel, Майами-Бич, Флорида, США                    | TKO1 (6) 2:42    | |
| 2   | 2(2)-0   | Первая тяжёлая    | 24 января 2003   | 22 года 3 месяца и 11 дней   | Сабер Заири (3-1)          | 26 лет 1 месяц и 26 дней    | Ponds Forge Arena, Шеффилд, Йоркшир, Великобритания              | TKO4 (4) 0:54    | |
| 1   | 1(1)-0   | Первая тяжёлая    | 8 декабря 2002   | 22 года 1 месяц и 25 дней    | Тони Бут (41-72-8)         | 32 года 10 месяцев и 8 дней | York Hall, Бетнал Грин, Лондон, Великобритания                   | RTD2 (4) 3:00    | |
| Бой | Рекорд   | Весовая категория | Дата             | Возраст                      | Соперник                   | Возраст соперника           | Место боя                                                        | Результат        | Данные о бое |

### Результаты показательных боёв
В таблице перечислены результаты всех поединков боксёров.
В каждой строке указан результат поединка. Дополнительно номер поединка обозначен цветом, который обозначает итог поединка. Расшифровка обозначений и цветов представлена в нижеследующей таблице.
| Пример | Расшифровка                     |
| ------ | ------------------------------- |
|        | Победа                          |
|        | Ничья                           |
|        | Поражение                       |
|        | Планируемый поединок            |
|        | Поединок признан несостоявшимся |
| КО     | Нокаут                          |
| ТКО    | Технический нокаут              |
| PTS    | Решение судей (по очкам)        |
| UD     | Единогласное решение судей      |
| MD     | Решение большинства судей       |
| SD     | Раздельное решение судей        |
| RTD    | Отказ от продолжения боя        |
| DQ     | Дисквалификация                 |
| NC     | Поединок признан несостоявшимся |

| Бой | Дата             | Возраст                     | Соперник         | Возраст соперника          | Место боя              | Результат | Данные о бое       |
| --- | ---------------- | --------------------------- | ---------------- | -------------------------- | ---------------------- | --------- | ------------------ |
| 1   | 11 сентября 2021 | 40 лет 10 месяцев и 29 дней | Джо Фурнье (9-0) | 38 лет 7 месяцев и 19 дней | Холливуд, Флорида, США | UD8 (8x2) | 79-73 79-72 80-71. |
| Бой | Дата             | Возраст                     | Соперник         | Возраст соперника          | Место боя              | Результат | Данные о бое       |

## Промоутерская карьера
В январе 2017 года было объявлено о том, что Дэвид Хэй и известный американский промоутер Ричард Шефер создали новую промоутерскую компанию, которая будет носить название Hayemaker Ringstar.

## Примечание
1. ↑  Карл Томпсон победил Дэвида Хэйе Архивировано 10 августа 2011 года.
2. ↑  Роман Гринберг победил Джулиуса Френсиса. Дата обращения: 22 марта 2008. Архивировано 10 февраля 2006 года.
3. ↑  Клинтон Вудс завоевал титул чемпиона IBF. Дата обращения: 22 марта 2008. Архивировано 26 января 2008 года.
4. ↑  Дэвид Хэй нокаутировал Александра Гурова. Дата обращения: 22 марта 2008. Архивировано 14 марта 2008 года.
5. ↑  Девид Хэйе нокаутировал Джакобе Фрагомени. Дата обращения: 22 марта 2008. Архивировано 22 сентября 2020 года.
6. ↑  Дэвид Хэй: «Я люблю рисковать». Дата обращения: 22 марта 2008. Архивировано из оригинала 19 сентября 2007 года.
7. ↑  Дэвид Хэй нокаутировал Томаша Бонина. Дата обращения: 22 марта 2008. Архивировано из оригинала 16 ноября 2007 года.
8. ↑  Жан-Марк Мормек встретится с Дэвидом Хэйем Архивировано 4 октября 2013 года.
9. ↑  Жан-Марк Мормек встретится с Дэвидом Хэйем Архивировано 4 октября 2013 года.
10. ↑  ГЛАВНЫЕ БОИ В НОЯБРЕ (анонс) Архивировано 18 апреля 2008 года.
11. ↑  Дэвид Хей нокаутировал Жана-Марка Мормека. Дата обращения: 22 марта 2008. Архивировано 4 октября 2013 года.
12. ↑  Дэвид Хэй: «Мне нужен Владимир Кличко». Дата обращения: 22 марта 2008. Архивировано 4 октября 2013 года.
13. ↑  НОЯБРЬ-2007: ВРЕМЯ ЭФФЕКТНЫХ ПРОТИВОСТОЯНИЙ (ГЛАВНЫЕ БОИ В НОЯБРЕ) Архивировано 9 февраля 2008 года.
14. ↑  Дэвид Хэй встретится с Энцо Маккаринелли. Дата обращения: 22 марта 2008. Архивировано 28 февраля 2008 года.
15. ↑  ГЛАВНЫЕ БОИ В МАРТЕ (анонс). Дата обращения: 22 марта 2008. Архивировано из оригинала 18 марта 2008 года.
16. ↑  Дэвид Хэй метит в спасители супертяжелого веса. Дата обращения: 22 марта 2008. Архивировано 27 марта 2008 года.
17. ↑  Взвешивание в Лондоне. Дата обращения: 22 марта 2008. Архивировано 12 марта 2008 года.
18. ↑  Дэвид Хэй нокаутировал Энцо Маккаринелли. Дата обращения: 22 марта 2008. Архивировано 12 марта 2008 года.
19. ↑  Дэвид Хэй строит большие планы. Дата обращения: 22 марта 2008. Архивировано 21 марта 2008 года.
20. ↑  Британский боксёр Дэвид Хэй завершил карьеру. Дата обращения: 16 октября 2011. Архивировано 15 октября 2011 года.
21. ↑  Хэй нокаутировал Чизору. Хроника боя. Дата обращения: 14 июля 2012. Архивировано 16 июля 2012 года.
22. ↑  Бой скандалистов в Лондоне: Дэвид Хэй нокаутировал Дерека Чисору. Дата обращения: 14 июля 2012. Архивировано 27 сентября 2013 года.
23. ↑  Д.Хэй нокаутировал Д.Чисору (недоступная ссылка)
24. ↑  Хэй нокаутировал Чизору в пятом раунде: «Теперь Кличко уйдет в политику» Архивировано 18 июля 2012 года.
25. ↑  Интервью после боя. Дата обращения: 16 июля 2012. Архивировано из оригинала 18 июля 2012 года.
26. ↑  Адам Бут: Поединок Хэй — Чарр отложен, а не отменён. Дата обращения: 1 июня 2013. Архивировано 19 июня 2013 года.
27. ↑  Мануэль Чарр: Дэвид Хэй будет драться с Тайсоном Фьюри. Дата обращения: 6 июня 2013. Архивировано 10 июня 2015 года.
28. ↑  The Sun: Дэвид Хэй сразится с Тайсоном Фьюри. Дата обращения: 6 июня 2013. Архивировано 27 сентября 2013 года.
29. ↑  Хэй и Фьюри могут встретиться в августе. Дата обращения: 6 июня 2013. Архивировано из оригинала 14 ноября 2013 года.
30. ↑  Тренер Тайсона Фьюри подтвердил переговоры с Дэвидом Хэем. Дата обращения: 6 июня 2013. Архивировано 27 сентября 2013 года.
31. ↑  Дэвид Хэй получил рассечение на тренировке, бой с Фьюри перенесён. Дата обращения: 22 сентября 2013. Архивировано 27 сентября 2013 года.
32. ↑  Дэвид Хэй отказался от боя с Тайсоном Фьюри и объявил о завершении карьеры. Дата обращения: 18 ноября 2013. Архивировано 29 июля 2014 года.
33. ↑  Дэвид Хэй и Ричард Шефер основали промоутерскую компанию. AllBoxing.Ru (20 января 2017). Дата обращения: 22 января 2017. Архивировано 22 января 2017 года.